# Morelos Uno
Morelos Uno es un ejido del municipio de Cajeme ubicado en el sur del estado mexicano de Sonora, en la zona del valle del Yaqui. Según los datos del Censo de Población y Vivienda realizado en 2020 por el Instituto Nacional de Estadística y Geografía (INEGI), Morelos Uno tenía un total de 724 habitantes.

## Geografía
Morelos Uno se sitúa en las coordenadas geográficas 27°16′41″ de latitud norte y 109°50'47" de longitud oeste del meridiano de Greenwich, a una elevación de 19 metros sobre el nivel del mar.